# Вашингтонский институт ближневосточной политики
Вашингтонский институт ближневосточной политики (англ. The Washington Institute for Near East Policy, сокр. WINEP) — аналитический центр, расположенный в Вашингтоне. Институт занимается исследованием политических, социальных и экономических вопросов, связанных с Ближним Востоком.

## История
Основан в 1985 году AIPAC, но с годами разорвал свои институциональные связи с организацией и теперь полностью независим. Институт быстро развил прочные связи с политическими кругами Вашингтона. Уже через два года госсекретарь США Джордж Шульц выступил на конференции WINEP.

## Цели и деятельность
Заявленной целью института является продвижение американских интересов на Ближнем Востоке. Институт проводит исследования, организует семинары и конференции, а также публикует книги и отчёты по различным аспектам ближневосточной политики.

## Политическая позиция
В 2006 году Институт скептически отнёсся к заявлению лидера ХАМАС Исмаила Хании о готовности заключить мир с Израилем при условии территориальных уступок последнего: «он [Хания] намекает, что ХАМАС может стать умереннее, если Израиль сделает всё. При этом от палестинцев не требуется ничего. К тому же арабской аудитории они постоянно повторяют, что не призна́ют Израиль, даже если от него останется квадратный дюйм».
В 2011 году, после революции в Тунисе, WINEP заявил, что США следует поддержать включение  в общенациональный диалог и список партий для выборов в Тунисе все светские силы в стране, но без исламистов, отметив, что такая «поддержка "дискриминационной демократии" – демократии для всех, кроме исламистов – защитит интересы безопасности США».

## Критика
Институт обвинялся в произраильской позиции, противоречащей, по заявлениям критиков, интересам США.